# 김한성
김한성(한국 한자: 金韓成, 1998년 10월 29일 ~ )은 대한민국의 축구 선수이며, 포지션은 수비수이다.

## 수상 내역
- 한국대학축구연맹 최우수 선수: 2019